# 石田あきら
石田 あきら（いしだ あきら、4月8日 - ）は、日本の漫画家。男性。広島県出身。武蔵工業大学（現：東京都市大学）卒業。埼玉県所沢市在住。「コミックSEED」で連載した『私立彩陵高校超能力部』が商業デビュー作。

## 作品リスト

### 連載中
- 誰が勇者を殺したか（原作：駄犬、『カドコミ』）

### 連載終了
- 私立彩陵高校超能力部（『月刊ComicREX』） 新装版全7巻、COMIC SEED!（ぺんぎん書房）から移籍
- ひ・め・こ・と（原作：あすか正太、『コミックガム』連載） 全1巻（ワニブックス）
- リョウの朝ごはん（『ネオジオフリーク』連載）掲載誌休刊
- オニナギ（『まんがタイムきららフォワード』） 全4巻
- 帝立第13軍学校歩兵科異常アリ!?（『まんがタイムきららキャラット』） 全4巻
- CANAAN（原作：Project CANAAN、『月刊コンプエース』） 全3巻
- まおゆう魔王勇者（原作：橙乃ままれ、『月刊コンプエース』） 全18巻
- Fate/Apocrypha（原作：TYPE-MOON、『月刊コンプエース』）全16巻

### アンソロジー
- 宙出版
  - Fate/stay night（7）（コミック）
- 一迅社
  - Fate/hollow ataraxia（1）、（2）、（3）、カバーイラスト
  - 月姫（18）カラーイラスト
  - Fate/stay night（5）、（7）、カラーイラスト

### 小説の表紙・挿絵
- 明日の夜明け（著：時無ゆたか、角川スニーカー文庫）
- 想刻のペンデュラム（著：鳥生浩司、電撃文庫）
- 私のKnightになってよネ!（著：佐藤了、ファミ通文庫）
- エクスプローラー（著：北山大詩、富士見ミステリー文庫）
- 黒猫の剣士 ～ブラックなパーティを辞めたらS級冒険者にスカウトされました。今さら「戻ってきて」と言われても「もう遅い」です～（著：妹尾尻尾、ダッシュエックス文庫）

### トレーディングカードのイラスト
- アクエリアンエイジ SagaII プレミアムエクスパンション『麗しのカシオペア』
- MCTCG妖精伝承 第四弾『煌天の使徒』、第五弾『星霜の姫神』
- Lycee バージョン『TYPE-MOON』、バージョン『アリスソフト』
- ファンタシースターオンライン エピソード3 カードレボリューション（オンラインカードゲーム）

### TRPGのイラスト
- セイクリッド・ドラグーン 〜竜脈に覚醒めし者たち〜（力造/グループSNE：エンターブレイン）

### ゲームのイラスト
- Fate/Grand Order（TYPE-MOON） - 一部キャラクターデザイン